# Suviana
Suviana è una frazione di Castel di Casio in provincia di Bologna: si trova nell'Appennino bolognese.

## Geografia fisica
Il paese è situato nella valle del Limentra ad un'altezza di 450 metri s.l.m., nei pressi del lago di Suviana, al quale ha dato il nome.  In particolare l'abitato si trova di poco sotto il livello del lago e di fianco all'enorme diga che, costruita negli anni '30, ha dato origine al bacino artificiale. Ai piedi della diga, all'inizio dell'abitato, è situata una centrale idroelettrica, la cui produzione di energia comunque oggi è marginale rispetto a quella della nuova centrale costruita negli anni '70 sull'opposta sponda del lago, in comune di Camugnano.
Recentemente l'area è stata inserita nel Parco regionale dei laghi Suviana e Brasimone. È possibile svolgere numerose attività sportive: pesca, barca a vela, surf, canottaggio e usufruire di vari servizi offerti dai numerosi chioschi presenti lungo la costa.

## Storia
Il piccolo borgo esisteva già nel XVI secolo, ma ha avuto grande impulso negli anni '30 del secolo scorso in occasione dei lavori di costruzione della diga, che ebbero una durata di 5 anni e richiamarono maestranze da molte zone dell'Appennino.  
A causa di questa sua recente formazione non possiede emergenze architettoniche di rilievo.

## Galleria d'immagini

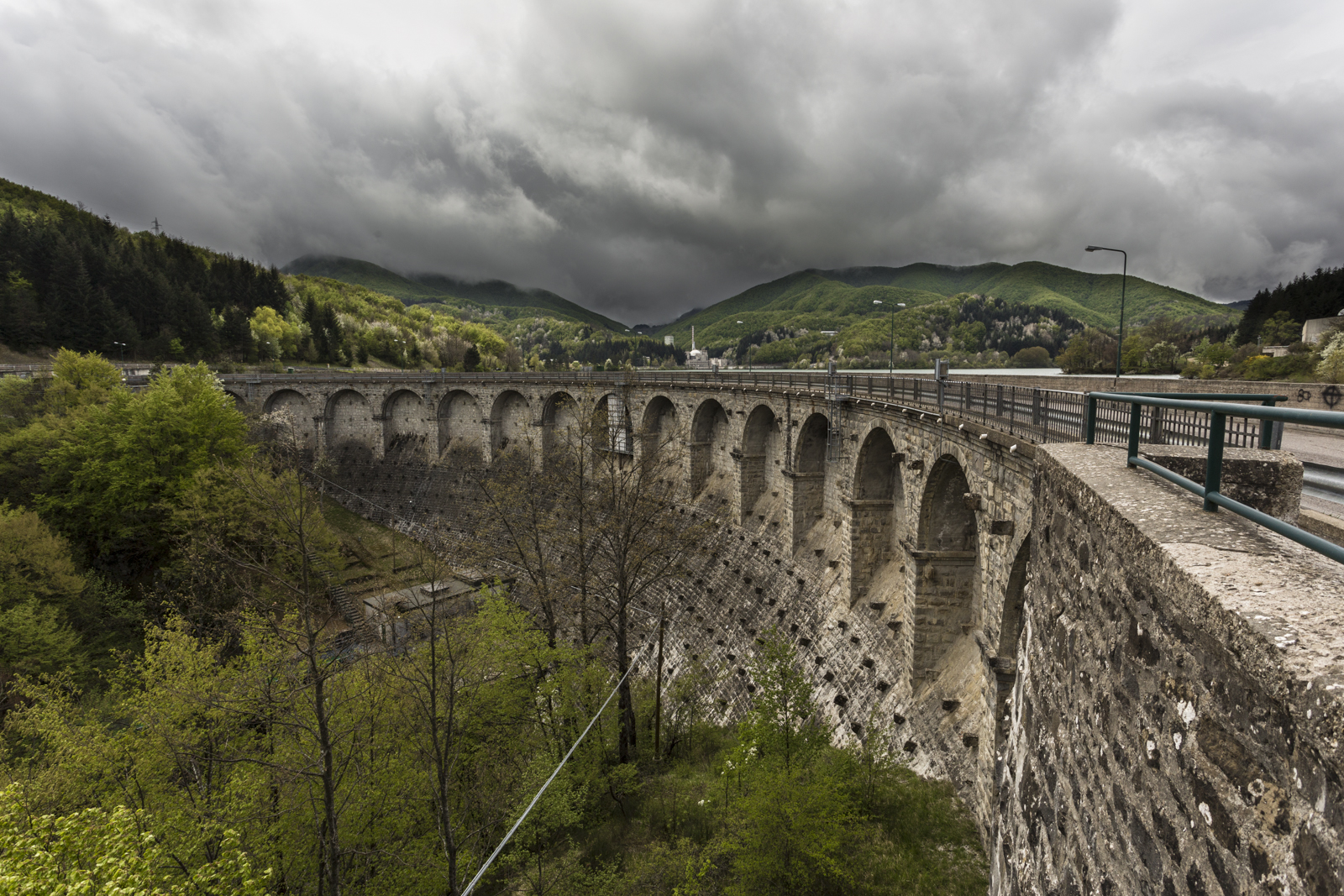
Diga sul lago del Brasimone